# Наташа Теодориду
Наташа Теодориду (грч. Νατάσα Θεοδωρίδου; рођена 24. октобра 1970. у Солуну) је грчка певачица. Она је једина грчка уметница којој су прва три албума постигла платинасти статус.  Она је сертификована за најмање 432 хиљаде продатих албума и 20 хиљада синглова. 14. марта 2010, Теодориду је рангирана на 12. место најпродаваније певачице у националној фонографској ери (од 1960. године), са укупно десет платинастих и три златна албума. 

## Каријера

### 1996–2001
Теодориду је рођена и одрастала у Драми. Студирала је новинарство и истовремено је похађала часове гитаре и хармоније. Током студија започела је своју певачку каријеру у Солуну.
Године 1996. преселила се у Атину где се појавила у музичкој дворани "Хандрес" поред других великих грчких певача попут Антониса Ремоса, Лабиса Ливијератоса и Триантафила. Ова прилика је довела до масовнијег признања за њу и вишеструких професионалних певачких понуда. Њено висококвалитетно извођење на сцени, заједно са њеним гласом и стилом, довело је до тога да је њен истоимени деби албум, објављен у августу 1997. Албум је убрзо постао платинасти, чиме је Теодориду постало једно од највећих имена на грчкој музичкој сцени.
Њен други албум "Defteri Agap" (Друга љубав) објављен је 1998. године и такође је постигао платинасти статус. Те године се појавила са Нотисом Сфакианакисом, док је лети сарађивала у музичкој сали „Астерија“ са Пасалисом Терзисом . Њен комерцијални успех настављен је издавањем њеног трећег платинастог албума, "Tha Miliso Me T'Asteria" 2000. године. Исте сезоне појавила се са Гиоргосом Мазонакисом и Стелиосом Дионисијуом. Следеће године објавила је свој четврти -мулти-колективни албум "Ip'Efthini Mou", са грчком адаптацијом Шакириног хит сингла Ojos Asi.

### 2002–2008
Године 2002. сарађивала је са текстописцем и композитором Гиоргосом Теофанусом, на албуму "Tosi Agapi Pos Na Hathei", што је резултирало великим комерцијалним успехом. Исте године почела је да се први пут појављује сама на музичкој сцени „Фос“, која ће јој постати „дом“ наредне три године. Током тог периода, Натаса је објавила албум уживо (2003), а затим сарађивала са Евантиом Ребутсиком, композиторком њеног шестог албума "Erota, Den Ksereis N'Agapas" (2004). 
Године 2005. Наташа се вратила у велике музичке сале, радећи са Ђанисом Париосом и Сарбелом, док је објављен њен седми, вишеколективни, студијски албум Os Ekei Pou I Kardia Bori N'Andexi. 2006. је издала Eho Mia Agkalia. Написао ју је композитор Гиоргос Мукидис и добила је златну плочу.
Године 2007. објавила је албум „Natasa“, којим је прославила 10 година у грчкој дискографији. Албум је добио златни сертификат само две недеље након објављивања. У септембру је почела да наступа са Никосом Куркулисом и Ели Кокину у клубу "Вотаникос".  Сарбел је убрзо заменила Кокину због њене трудноће.  
Године 2008. Теодориду је поново потписала уговор са Sony BMG Greece.  17. октобра 2008. почела је да наступа са Гиоргосом Мазонакисом у клубу Вотаникос за зимску сезону.   У новембру 2008. објавила је Dipla Se Sena, најбољи албум са два диска који је укључивао 37 старијих хитова њене каријере, ДВД са музичким спотовима и три нове песме које је написао Гиоргос Теофанус са текстовима Таноса Папаниколауа.  

### 2009–данас
У јулу 2009, Теодориду је објавила студијски албум „Mia Kokkini Grammi“, сарађујући по други пут, после 2002, са композитором Гиоргосом Теофанусом. Албум је одликован платинастом плочом, а истоимена песма је постала велики хит. 2010. поново је сарађивала са Гиоргосом Мукидисом на свом једанаестом студијском албуму I Zoi Mou Erotas.
Теодориду је 2012. сарађивала по трећи пут са Теофаноусом на албуму Apenanti. Следеће године изашао је њен 13. студијски албум S'Agapo. Албум је био последње дело композитора Антониса Вардиса.
2016. године, Теодориду је објавила албум „Asta ola ki ela“. Албум је компоновао Гиоргос Сампанис.

### Сарадње
Теодориду је сарађивала са бројним познатим композиторима и текстописцима који су јој помогли да постави нове стандарде у локалном музичком репертоару. Петрос Јаковидис и Фибус су само неки од текстописаца и композитора који су радили.

## Лични живот
Наташа Теодориду била је удата два пута. Први пут за Такиса Бетаса док је живела у Солуну. Њена ћерка Кристијана рођена је 1994. Развела се 1996. и преселила се у Атину заједно са ћерком. Њен други брак био је са пластичним хирургом Андреасом Фустаносом 1999. Своју другу ћерку Андријану родила је 2000. године. Теодориду и Фустанос су се развели 2007.  Њен брат Талис је фудбалски тренер. 